# Загрийчук, Татьяна Анатольевна
Татья́на Анато́льевна Загрийчу́к (укр. Тетяна Анатоліївна Загрійчук; род. 5 апреля 1984, Хмельницкая область), в девичестве Филоню́к (укр. Філонюк) — украинская легкоатлетка, специалистка по бегу на длинные дистанции, кроссу и марафону. Выступала на профессиональном уровне в 2000—2015 годах, обладательница серебряной медали чемпионата Европы, чемпионка Украины по кроссу и марафону, победительница и призёрка ряда крупных международных стартов на шоссе, участница двух летних Олимпийских игр. Мастер спорта Украины международного класса.

## Биография
Татьяна Филонюк родилась 5 апреля 1984 года в селе Новоселица Хмельницкой области Украинской ССР.
С 2000 года выступала на различных юношеских и юниорских соревнованиях в беге на средние дистанции: 800 и 1500 метров.
В 2002 году вошла в состав украинской сборной и выступила на чемпионате мира по кроссу в Дублине, где в зачёте юниорок заняла итоговое 81-е место.
В 2006 году одержала победу на чемпионате Украины по марафону в Киеве.
В 2007 году финишировала восьмой на Мумбайском марафоне, 11-й на Гонконгском марафоне, третьей на Гданьском марафоне, превзошла всех соперниц на Люблянском марафоне.
В 2008 году с результатом 2:28:40 стала шестой на Парижском марафоне. Выполнив олимпийский квалификационный норматив, удостоилась права защищать честь страны на летних Олимпийских играх в Пекине — в программе марафона показала время 2:33:35, расположившись в итоговом протоколе соревнований на 31-й строке.
Будучи студенткой, в 2009 году представляла Украину на Всемирной Универсиаде в Белграде, где в беге на 5000 метров закрыла десятку сильнейших. Также в этом сезоне пришла к финишу второй на Римском и Люблянском марафонах.
На Римском марафоне 2010 года стала четвёртой, установив при этом свой личный рекорд — 2:26:24. На чемпионате Европы в Барселоне с результатом 2:33:57 завоевала бронзовую медаль в марафоне, уступив на финише только россиянке Наиле Юламановой и итальянке Анне Инчерти (впоследствии в связи с допинговой дисквалификацией Юламановой поднялась в итоговом протоколе до второй позиции). Вместе с соотечественницами стала бронзовой призёркой разыгрывавшегося здесь Кубка Европы по марафону.
В 2012 году с результатом 2:30:11 финишировала седьмой на Сеульском марафоне. Принимала участие в Олимпийских играх в Лондоне — в марафоне сошла с дистанции, не показав никакого результата.
В 2013 году отметилась выступлением на Иокогамском международном женском марафоне.
По состоянию на 2018 год занимала должность первого вице-президента Хмельницкой областной Федерации лёгкой атлетики.
За выдающиеся спортивные достижения удостоена почётного звания «Мастер спорта Украины международного класса».